# Andrew Gray
Andrew Gray (1847-1925) va ser un físic i matemàtic escocès, ajudant de Lord Kelvin.

## Vida i Obra
Gray, fill d'una família de grangers humils, va començar es seus estuds a la universitat de Glasgow el 1872, en la qual es va graduar el 1876, amb distincions en matemàtiques i filosofia natural. De 1875 a 1880 va ser secretari personal de Lord Kelvin i de 1880 a 1884 el seu assistent oficial.
De 1884 a 1899 va ser professor de física del University College de Bangor, al nord de Gal·les. El 1899, en retirar-se Lord Kelvin, va ser nomenat el seu successor a la càtedra de física de la universitat de Glasgow, càrrec en el qual va romandre fins al 1924, poc abans de la seva mort.
Va ser fellow de la Royal Society des de 1896 i membre de la Royal Society of Edinburgh des de 1883, essent-ne conseller entre 1903 i 1906 i vicepresident entre 1906 i 1909.
Gray va ser autor d'uns quants llibres y bastants articles i comunicacions científiques. Entre 1884 i 1898 la seva obra es va centrar en el magnetisme i la electricitat i, a partir de 1900, en la mecànica i la dinàmica. També va escriure una molt citada biografia científica del seu mestre William Thomson: Lord Kelvin: An Account of his Scientific Life and Work.